# Karl Theodor Weiß

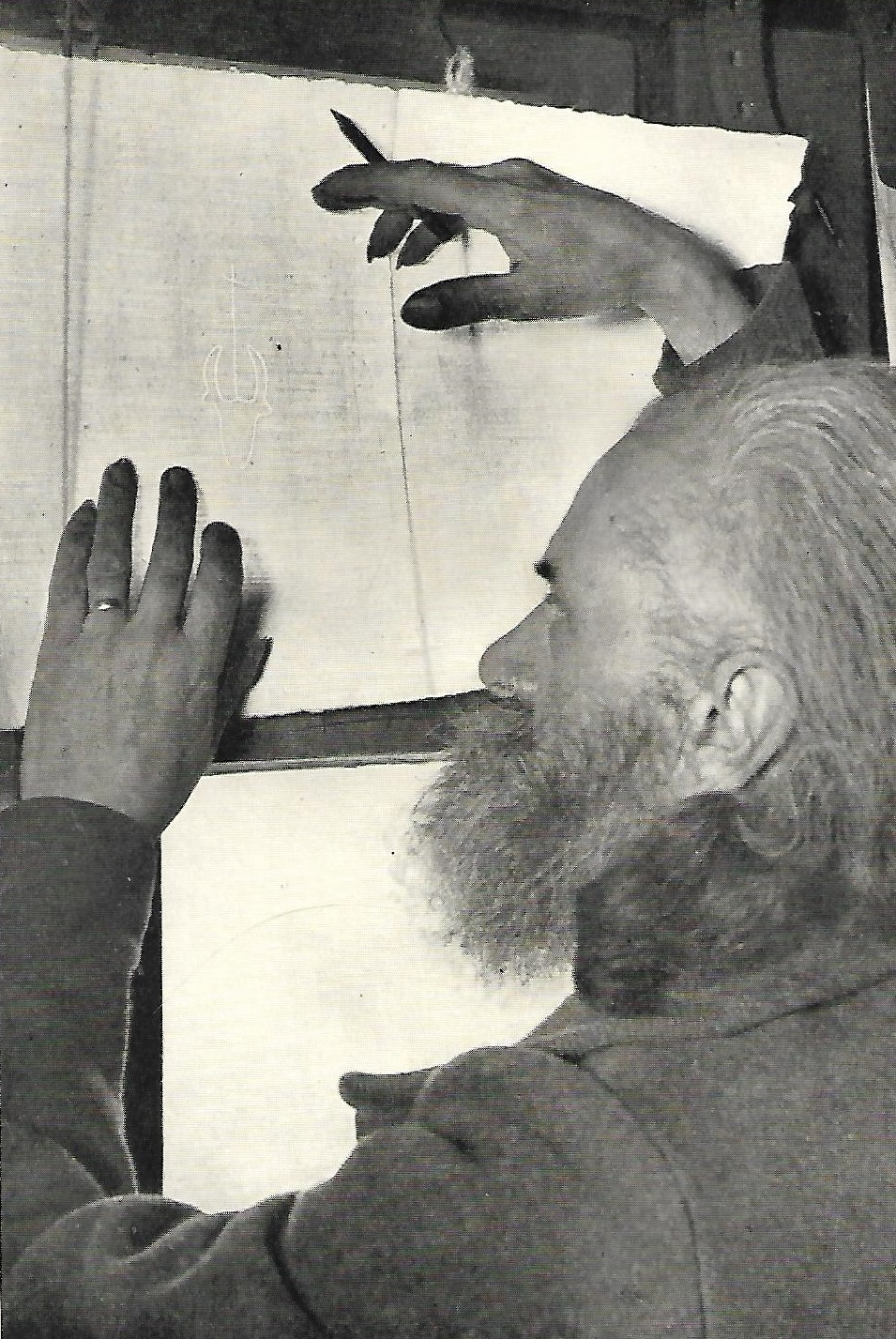
Carl Theodor Weiß bei der Untersuchung eines Wasserzeichens, 1935

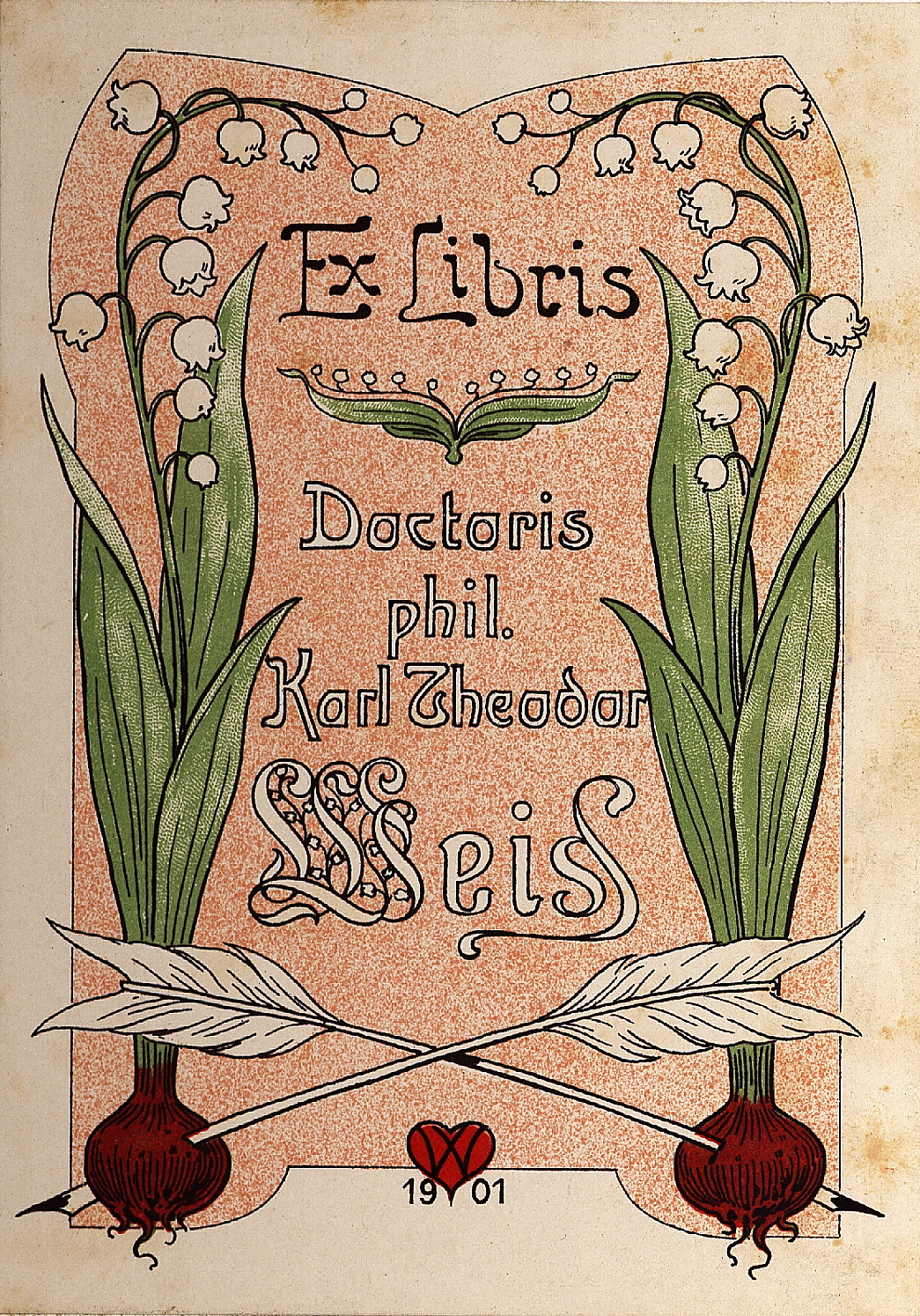
Ex Libris Doctoris phil. Karl Theodor Weiß (1901), Maiglöckchen-Motiv (koloriert)

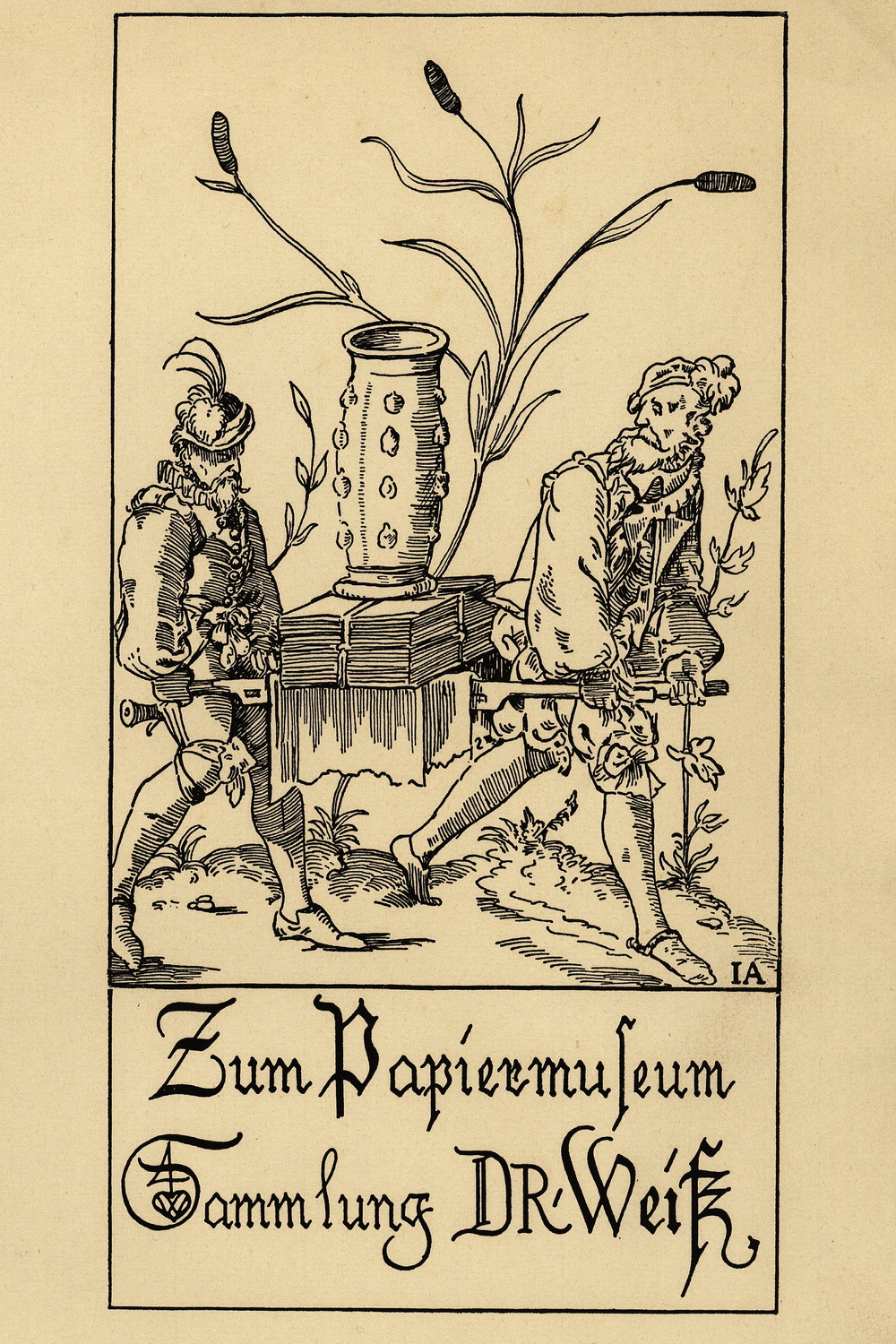
Zwei Buchdrucker aus dem Kartenspiel von Jost Amman (1588) auf dem Weg zum Papiermuseum

Karl Theodor Weiß (* 13. Februar 1872 in Schwetzingen; † 12. Mai 1945 in Erfurt) war ein deutscher Rechtsanwalt, Papierhistoriker und Wasserzeichenforscher.

## Leben
Weiß kam als Sohn des Gymnasialprofessors Theodor Heinrich Weiß (1839–1903) und der Anna Felizia Hoz (1844–1915) zur Welt. Nachdem er in Ettenheim das Abitur abgelegt hatte, studierte er in Freiburg, Straßburg, Tübingen und Heidelberg Philologie, Germanistik und Geschichte. Auf Wunsch des Vaters schloss sich an eine Referendarzeit an der Großherzoglichen Landesbibliothek in Karlsruhe ein Jurastudium an. Die Promotion erfolgte an der Philologischen Fakultät der Universität Heidelberg. Nachdem er sich schon als Gymnasiast für alte Bücher und Handschriften interessiert hatte, begann er aus Interesse an Wasserzeichen mit dem Sammeln handgeschöpfter Papiere. 1897 gründete er als Einzelperson das Deutsche Papiermuseum.
Sein Sohn Wisso Weiß war ebenfalls auf dem Gebiet der Wasserzeichenforschung tätig und veröffentlichte posthum verschiedene Arbeitspapiere und Untersuchungen.

## Sammelinteressen
„Der Senior der deutschen Papiergeschichtsforschung Dr. phil. jur. Karl Theodor Weiß war nicht nur Wissenschaftler und Forscher auf dem Gebiete der Papiergeschichte und Wasserzeichenkunde, sondern auch in anderen Bereichen ein äußerst vielseitiger Sammler. Daß er alles erreichbare papierhistorische Material, darunter Wasserzeichen in Original, Durchzeichnung und Lichtpause sammelte, lag auf der Hand. Darüber hinaus aber sammelte er Literatur und Bildmaterial, gegebenenfalls auch Gegenständliches zur Volkskunde und Rechtsgeschichte, zu Heraldik, Sphragistik, Numismatik, zur Geschichte des Holzschnitts, Kupferstichs, der Lithographie; nicht zuletzt wäre die Plakatsammlung zu erwähnen. Neben diesen Einzelsammlungen entstand außerdem ein »Orbis pictus« (Die Welt im Bild), der etwa 200 Bände umfaßt — auf losen Blättern aufgeklebte Illustrationen aus Zeitschriften, Bilder-Abreißkalendern usw., systematisch geordnet in stets erweiterbaren Streckmappen. Zu dem Komplex der Sammlungen gehört schließlich auch eine Exlibris-Sammlung mit schätzungsweise mehr als 1000 Exemplaren.“

## Nachlass
- Deutsches Buch- und Schriftmuseum der Deutschen Nationalbibliothek in Leipzig[8]

## Schriften
- Die Papiermühle zu Stockach, ihre Geschichte und ihre Wasserzeichen. In: Schriften des Vereins für Geschichte des Bodensees und seiner Umgebung 44 (1915), S. 14–24, 23 Wz.-Abb. auf S. 198–204.
- Papiergeschichte und Wasserzeichenkunde. Erreichte Ziele und zu lösende Aufgaben. In: Archiv für Buchgewerbe und Gebrauchsgraphik 63, 1926, Heft 4, S. 292–308.
- Rückblick auf die Jahresschau Deutscher Arbeit „Das Papier“ zu Dresden vom 1. Juli bis 1. Oktober 1927. In: Archiv für Buchgewerbe und Gebrauchsgraphik 64 (1927), Nr. 7/9: 497–513.
- Zeilenpapier. In: Buch und Schrift,  N.F. 5/6(1942/43), S. 106–158.
- Vom Velin- und Kupferdruckpapier. In: Wochenblatt für Papierfabrikation 77, 1949, Nr. 17, S. 483–486.
- Das Papierwerk zu Gengenbach. Seine Geschichte und seine Wasserzeichen. Mit 39 Abb. von Wasserzeichen. In: Die Ortenau (1951) H. 31, S. 1–50. (1952) H. 32, S. 111–176.
- Handbuch der Wasserzeichenkunde. Bearbeitet und hrsg. von Wisso Weiß. Fachbuchverlag, Leipzig 1962. Nachdruck Zentralantiquariats d. Dt. Demokrat. Republik, Leipzig 1983 bzw. Saur, München u. a. 1983, ISBN 3-598-07208-2. Inhaltsverzeichnis www.gbv.de PDF